# PZL P.7
Il PZL P.7 era un monoplano da caccia, prodotto dalla azienda polacca Państwowe Zakłady Lotnicze negli anni trenta.
Costruito in circa 150 esemplari, venne utilizzato dall'aviazione polacca a partire dal 1932 e rimase in servizio fino allo scoppio della seconda guerra mondiale quando, ormai obsoleto, venne relegato a compiti di addestramento.

## Storia del progetto
Il PZL P.7 è il diretto discendente di due velivoli (il PZL P.1 ed il PZL P.6) progettati da un giovane ingegnere polacco (Zygmunt Puławski) sul finire degli anni venti. Sulla scorta delle esperienze precedenti il P.7 fu il naturale sviluppo di concetti d'avanguardia, perfezionati adottando un propulsore di maggiore potenza.
In sostanza il velivolo riproponeva l'ala con profilo "a gabbiano" dei predecessori (peculiarità che meritò a questo particolare profilo la definizione di "ala polacca" o "ala Puławski") adottando il motore radiale e 9 cilindri Bristol Jupiter nella versione VII F (dotata di compressore) e costruita su licenza dall'azienda ceca Škoda Holding.
Il prototipo del P.7 volò nell'ottobre del 1930 ed i collaudi proseguirono per diversi mesi, mentre, ancora, il P.6 si affermava come uno dei progetti più promettenti, aggiudicandosi l'edizione del 1931 delle statunitensi National Air Races.
Nella primavera di quello stesso anno, tuttavia, il promettente ingegner Pulawski perse la vita in un incidente aereo e lo sviluppo del velivolo subì dei rallentamenti.
Nell'autunno del 1931, il prototipo del P.7, per cause non ben definite, andò perso in un incidente dal quale il pilota (Ludomił Rayski) uscì indenne.
Venne così costruito un secondo prototipo, definito P.7a: questo differiva dal precedente principalmente per l'adozione di un Anello Townend che circondava il motore e nella coda, che adottava un terminale maggiormente rastremato. Venne adottata l'ala del PZL P.8 (che procedeva parallelamente nel proprio sviluppo), dotata di maggior apertura, brevi alettoni e di superficie liscia (anziché corrugata, come nel primo P.7).
Il progetto venne accettato e ne fu ordinata la produzione in serie: tra il 1932 ed il 1933 vennero prodotti 149 esemplari di serie, che entrarono in servizio nell'aeronautica polacca nel 1933.

## Tecnica

### Struttura
Il P.7 era un velivolo completamente metallico ed aveva il rivestimento in duralluminio. Le ali avevano profilo "a gabbiano" ed erano sostenute da due montanti per lato, poggianti sulla fusoliera. Questa era costituita da una struttura in tubi nella parte anteriore mentre le due sezioni centrali e di coda erano di tipo semi-monoscocca. Tra il motore e l'abitacolo era posto il serbatoio di carburante (sganciabile in caso d'incendio), dalla capacità di 290 l. Com'era frequente all'epoca, la cabina di pilotaggio era di tipo scoperto e riparata dal parabrezza. Il carrello era fisso e le ruote, poste in gambe indipendenti, erano dotate di ammortizzatori.

### Motore
Il motore era un radiale a 9 cilindri Bristol Jupiter nella variante VII F che veniva prodotto dalla Škoda, su licenza. Dotato di compressore, poteva arrivare fino ad un massimo di 520 hp, mentre la normale potenza d'esercizio era di 480 hp. Inserito in un anello Townend per l'ottenimento di migliori prestazioni, muoveva un'elica bipala.

### Armamento
L'armamento era costituito da due mitragliatrici mitragliatrici Vickers Model E posizionate ai lati della fusoliera, inizialmente calibro 7,7 mm, poi ricalibrate per poter utilizzare il munizionamento 7,92 × 57 mm Mauser standard nelle forze armate polacche dell'epoca.

## Impiego operativo
I PZL P.7a divennero operativi nei primi mesi del 1933, andando a sostituire i precedenti PWS-A e PWS-10. In questo modo l'aviazione polacca divenne la prima forza aerea al mondo dotata unicamente di caccia interamente metallici.
All'epoca dell'entrata in servizio, il P.7 era un aereo moderno, molto spesso migliore delle macchine contemporanee in linea presso altre forze aeree. I rapidi progressi della tecnologia aeronautica lo resero presto obsoleto tanto che, già dal 1935 iniziò la sostituzione con il PZL P.11 leggermente più moderno; il P.7 venne quindi relegato a compiti di addestramento.
Allo scoppio della seconda guerra mondiale, il 1º settembre 1939, l'aeronautica polacca impegnava ancora 106 velivoli PZL P.7, dei quali 30 in unità di prima linea, 40 in reparti di addestramento.
Malgrado possedessero una migliore manovrabilità rispetto ai principali opponenti tedeschi e potessero operare da basi aeree ridotte (necessitavano di appena 150 m per il decollo), i P.7 erano considerevolmente più lenti dei loro avversari, anche in considerazione della loro anzianità di servizio che aveva logorato le unità motrici. Anche il loro armamento era insufficiente e spesso poco efficiente. La somma di queste ragioni portò a registrare solo 7 abbattimenti (2 He 111, 2 Do 17, 2 Bf 110 e 1 Hs 126) al prezzo di 22 velivoli; molto spesso l'azione dei P.7 si limitò ad azioni di disturbo delle operazioni di bombardamento.
La maggior parte dei P.7a venne distrutta nel 1939, in combattimento oppure al suolo; alcuni piloti trovarono rifugio in Romania (neutrale fino al giugno del 1941) ed i velivoli non vennero più usati in combattimento. Alcuni esemplari furono catturati dai tedeschi ed impiegati come addestratori, alla pari di altri velivoli, catturati dalle truppe sovietiche.

## Versioni
P.7/I
prototipo della versione da caccia.
P.7/II
secondo prototipo caratterizzato dall'adozione dell'anello Townend.
P.7a
versione di produzione in serie.

## Utilizzatori
Germania
- Luftwaffe

operò con alcuni modelli catturati come aereo da addestramento.
 Polonia
- Siły Powietrzne

 Romania
- Aeronautica Regală Românã

operò con alcuni modelli acquisiti dopo la fuga dei piloti polacchi come aereo da addestramento.
 Unione Sovietica
- Sovetskie Voenno-vozdušnye sily

operò con alcuni modelli catturati come aereo da addestramento.

## Modellismo
- https://web.archive.org/web/20090125000835/http://www.cybermodeler.com/hobby/kits/pzw/kit_pzw_p-7a.shtml